# 구글 쇼핑

구글 쇼핑(Google Shopping, 이전 명칭: Google Product Search, Google Products, Froogle)은 Craig Nevill-Manning이 발명한 구글의 서비스로서, 사용자들은 온라인 쇼핑 웹사이트에서 제품을 검색하고 각기 다른 벤더들 간 가격을 비교할 수 있다.
구글은 2019년 5월 마케팅 라이브 이벤트에서 새로운 구글 쇼핑은 기존 구글 익스프레스 마켓플레이스가 새로운 쇼핑 경험으로 통합될 것이라고 발표하였다. 미국에서 구글 쇼핑은 웹과 모바일 앱을 통해 안드로이드와 iOS에서 접근 및 이용이 가능하다. 구글 쇼핑은 또한 프랑스에서도 웹 전용으로 이용이 가능하다. 전신과 비슷하게 구글 쇼핑은 무료이며 플랫폼에서 구매를 위해 개인 구글 계정은 필수이다. 색 표시된 가격표는 구글 익스프레스의 낙하산 아이콘을 대체한다.

## 같이 보기
- 가격 비교 사이트